# 花火 (山崎まさよしの曲)
「花火」（はなび）は、山崎まさよし通算27枚目のシングル。2010年9月29日発売。制作はNAYUTAWAVE RECORDS、発売・販売元はユニバーサルミュージック合同会社。

## 解説
2010年の初作品となった前作「HOBO Walking」（2010年7月28日発売、UPCH-80192）より2ヶ月ぶりのシングル。2ヶ月という短いインターバルでCDシングルが発売されたのは、2003年以来となった。所属芸能事務所管轄の公式サイト内では、「山崎まさよしの新たな代表曲というべき名バラード誕生！！」と喧伝されていた。また、前作に続いてCDソフト発売を前倒しし、着うたが先行配信された。
表題曲の歌詞の内容に関しては百田尚樹の小説『永遠の0』と偶然にもリンクしている箇所があった旨を語っている。
カップリング曲の一部は、2010年5月1日と2日に「みちのく公園北地区 エコキャンプみちのく」で行われたロック・フェスティバル『ARABAKI ROCK FEST.10』において披露された楽曲のライブ・バージョン。ほか、新曲となる「君と見てた空」は、ゆうちょ銀行のキャンペーン「日本全国、ゆうちょ家族。」のコマーシャルソングとして起用された。
初回限定盤（規格品番：UPCH-89085）は、上記ライブ・イベント『ARABAKI ROCK FEST.10』におけるパフォーマンス映像を収めたDVD付き。ディスクジャケット写真が異なるCDのみの通常盤も発売された（規格品番：UPCH-80201）。初回盤・通常盤ともにカメラ目線であり、モノクローム調のポートレートが採用されている。
本CDシングルと同時発売で、山崎の歌手デビュー15周年記念を記念したトリビュート・アルバム『HOME 〜山崎まさよしトリビュート〜』が発売された。これは同年8月に都立夢の島陸上競技場で開催された「Augusta Camp 2010」でのインターミッション時における、出演者のセッションやカバーが基となっている（但しライブ録音音源ではない）。そのため、参加者は音楽ユニット・福耳のメンバーやオフィスオーガスタ所属歌手のみである。尚、トリビュート・アルバムは歌手デビュー10周年時に発売された『ONE MORE TIME, ONE MORE TRACK』（2005年12月21日発売、ESCL-2716）に続く、通算2作目。
発売当時のプレス分にはCDパッケージ内に、同年11月から開催された「YAMAZAKI MASAYOSHI 15th Anniversary ONE KNIGHT STAND TOUR 2010-2011」の公演日程が記載されたフライヤーが封入。

## 収録曲

### CD
1. 花火（4分14秒）
  - 作詞・作曲・編曲: 山崎将義
2. 君と見てた空（4分17秒）
  - 作詞・作曲・編曲: 山崎将義
3. 五月の雨（ARABAKI ROCK FEST.10）（4分30秒）
  - 作詞・作曲: 山崎将義
4. ステレオ（ARABAKI ROCK FEST.10）（3分41秒）
  - 作詞・作曲: 山崎将義
5. 花火（Instrumental）（4分12秒）

### DVD
- ARABAKI ROCK FEST.10

1. ドミノ
2. 五月の雨
3. 名前のない鳥
4. ステレオ

## 関連作品
- 花火

HOBO's MUSIC
- 君と見てた空

HOBO's MUSIC
- 五月の雨（ARABAKI ROCK FEST.10） - アルバム未収録
- 五月の雨

IN MY HOUSE
- ステレオ（ARABAKI ROCK FEST.10） - アルバム未収録
- ステレオ

ステレオ
- ステレオ（Live Version）

ONE KNIGHT STANDS
- ステレオ（Live Version #2）

心拍数 （中国編）